# Paris Holiday
Paris Holiday è un film del 1958 diretto da Gerd Oswald ed interpretato da Bob Hope, Fernandel e Anita Ekberg.

## Trama
Un attore americano si reca a Parigi allo scopo d'ottenere i diritti di una commedia che in Francia ha avuto molto successo. Riesce in effetti ad ottenere il copione dall'autore, ma qui cominciano i suoi guai: l'autore è ucciso e una banda d'assassini dà la caccia all'attore perché nel copione è svelata una trama criminale.